# Un fatto tuo personale
Un fatto tuo personale è un singolo del cantautore italiano Fulminacci, pubblicato il 4 dicembre 2020 come secondo estratto dal secondo album in studio Tante care cose, per l'etichetta Maciste Dischi.
L'autore ha dichiarato che il brano è ispirato al documentario Comizi d'amore di Pier Paolo Pasolini.

## Tracce
1. Un fatto tuo personale – 3:15

## Video musicale
Il videoclip del brano, scritto e diretto da Danilo Bubani, è stato pubblicato il 16 dicembre 2020 attraverso il canale YouTube di Maciste Dischi.